# Эстония на «Евровидении-2013»
Эстония участвовала на конкурсе песни Евровидение 2013 в Мальмё, Швеция. Участника выбирали на национальном отборе Eesti Laul 2013, организованный Эстонской общественной телерадиовещательной корпорацией. Эстонию на конкурсе песни Евровидение 2013 представила Биргит Ыйгемеэль с песней "Et uus saaks alguse" ("Новое начало"), которая из первого полуфинала прошла в финал, где заняла 20-е место, набрав 19 баллов.

## Национальный отбор
Eesti Laul 2013 стал 5-м национальным отбором, в данном случае на конкурс песни Евровидение 2013. Он состоял из двух полуфиналов, которые состоялись 16 и 23 февраля 2013 года соответственно, и финала, который состоялся 2 марта 2013  года. В финал вошли лучшие 10 песен из двух полуфиналов. Весь отбор вещался ETV и онлайн на сайте err.ee. Финал также транслировался онлайн на официальном сайте конкурса песни Евровидение.eurovision.tv..

### Формат
Формат национального отбора состоит из двух полуфиналов и финала. Полуфиналы состоялись 16 и 23 февраля 2013 года соответственно, а финал — 2 марта 2013 года. Все песни участвовали в полуфиналах, и лишь те, которые вошли в пятёрку сильнейших в обоих полуфиналах, прошли в финал. Результаты полуфиналов были определены с помощью жюри и телезрителей в соотношении 50/50. Победитель в финале определялся в два раунда. В первом раунде определялись две лучшие песни  с помощью жюри и телезрителей в соотношении 50/50, а в суперфинале посредством телеголосования определялся победитель.

### Участники
12 сентября 2012 года Эстонская общественная телерадиовещательная корпорация открыла приём заявок артистов и композиторов и их записей песен до 10 декабря 2012 года. Все артисты и композиторы должны были иметь эстонское гражданство или быть резидентами Эстонии. Всего было 157 добровольцев. Жюри из 11 членов отобрали лучших 20 артистов с их песнями, которые были объявлены на развлекательной программе Ringvaade 13 декабря 2012 года. В жюри вошли Ове Петерсель (радио Elmar), Ленна Куурмаа (певица), Эрик Морна (радио 2), Алари Кивисаар (радио Sky+), Вальнер Вальме (музыкальный журналист газеты Postimees), Ингрид Котла (музыкальный редактор), Сиим Нестор (музыкальный журналист газеты Eesti Ekspress), Койт Раудсепп (радио 2), Майкен (преподаватель вокала), Тауно Айнтс (композитор) и Каупо Карельсон (Производственная компания Квадрат).
17 декабря 2012 года была дисквалифицирована песня "Miljoni roosiga kaardi sul saadan" ("Я пришлю тебе открытку с миллионом роз") в исполнении Таури из-за плагиата, и была заменена на "Young Girl" ("Молодая девушка") в исполнении Амантуса. Также обвинили в плагиате песню "Meil on aega veel" ("У нас есть ещё время") в исполнении группы Põhja-Tallinn, но Эстонская общественная телерадиовещательная корпорация позже объявила, что обвинения были ложными. С 14 января по 8 февраля 2013 года, в преддверии старта соревнований, все участники презентовали свои песни на ETV в утренней программе Terevisioon.
| Артист                         | Песня                                        | Язык       | Перевод                                                                  | Композитор(ы)                                          |
| ------------------------------ | -------------------------------------------- | ---------- | ------------------------------------------------------------------------ | ------------------------------------------------------ |
| Anisa                          | "The Missing Thing"                          | Английский | "Пропавшая вещь"                                                         | Alar Kotkas, Pearu Paulus, Ilmar Laisaar, Jana Hallas  |
| Armastus                       | "Young Girl"                                 | Английский | "Молодая девушка"                                                        | Jaan Tätte jr., Taavi Tulev                            |
| Биргит Ыйгемеэль               | "Et uus saaks alguse"                        | Эстонский  | "Новое начало"                                                           | Mihkel Mattisen, Silvia Soro                           |
| Элина Борн                     | "Enough"                                     | Английский | "Хватит"                                                                 | Стиг Ряста, Fred Krieger                               |
| Flank                          | "Missing Light"                              | Английский | "Недостаточно света"                                                     | Tõnn Tobreluts, Tauno Tamm, Keio Münti                 |
| Грете Пайа                     | "Päästke noored hinged"                      | Эстонский  | "Сохраните молодые души"                                                 | Грете Пайа, Свен Лыхмус                                |
| Kõrsikud                       | "Suuda öelda ei"                             | Эстонский  | "Не в силах сказать нет"                                                 | Andrus Albrecht, Alari Piispea, Lauri Liivak, Яан Пехк |
| Лиис Лемсалу                   | "Uhhuu"                                      | Эстонский  | "Уххх"                                                                   | Rene Puura, Лиис Лемсалу                               |
| Liisi Koikson & Söörömöö       | "Üle vee"                                    | Эстонский  | "Над водой"                                                              | Immi                                                   |
| Marie Vaigla                   | "Maybe"                                      | Английский | "Может быть"                                                             | Raul Vaigla, Marie Vaigla                              |
| Marilyn Jurman                 | "Moving to Mmm"                              | Английский | "Переезд в Ммм"                                                          | Marilyn Jurman, Karl Kanter                            |
| Neogeen                        | "Lune sournoise"                             | Эстонский  | "Подлая Луна"                                                            | Raido Lilleberg, Kalle Raudmets, Mare Sabolotny        |
| Põhja-Tallinn                  | "Meil on aega veel"                          | Эстонский  | "У нас еще есть время"                                                   | Jaanus Saks, Mark Eric Kammiste, Alvar-Risto Vürst     |
| Расмус Ряндвее & Facelift Deer | "Dance"                                      | Английский | "Танцуй"                                                                 | Расмус Ряндвее, Paal Piller, Karl Kallas               |
| Рольф Роосалу                  | "With U"                                     | Английский | "С У"                                                                    | Рольф Роосалу                                          |
| Rosanna Lints                  | "Follow Me"                                  | Английский | "Следуйте за мной"                                                       | Рольф Роосалу, Kristel Aaslaid, Mattias Hapsal         |
| Sarah                          | "Taevas valgeks läeb"                        | Эстонский  | "Небо становится ярким"                                                  | Sirli Hiius, Mathura                                   |
| Teele & Tuuli & Ula            | "Ring the Alarm"                             | Английский | "Бей тревогу"                                                            | Priit Uustulnd, Teele Viira                            |
| Tenfold Rabbit                 | "Balance of Water & Stone"                   | Английский | "Баланс воды и камня"                                                    | Andres Kõpper, Meelik Samel, Martin Petermann          |
| Winny Puhh                     | "Meiecundimees üks Korsakov läks eile Lätti" | Эстонский  | "Человек из нашего района по фамилии Корсаков только что уехал в Латвию" | Silver Lepaste, Indrek Vaheoja                         |

### 1-й полуфинал
1-й полуфинал состоялся 16 февраля 2013 года, провела его Ану Вяльба. Живая часть шоу была проведена в студии Эстонской общественной телерадиовещательной корпорацией в Таллине, где артисты ожидали результатов своих выступлений, которые были сняты ранее и экранизированы 8 февраля 2013 года. Из 10 песен в финал прошли песни, вошедшие в пятёрку сильнейших. Всего от жюри и телезрителей было получено 17,161 голосов. В жюри 1-го полуфинала входили Ленна Куурмаа, Вальнер Вальме, Март Ниинесте, Итака Мария, Ове Петерсель, Кадри Вооранд, Янек Мурд, Олав Осолин, Кристо Райсааре, Эльс Химма и Хейни Валькмаа.
| 1-й полуфинал – 16 февраля 2013 | 1-й полуфинал – 16 февраля 2013 | 1-й полуфинал – 16 февраля 2013              | 1-й полуфинал – 16 февраля 2013 | 1-й полуфинал – 16 февраля 2013                                          | 1-й полуфинал – 16 февраля 2013 | 1-й полуфинал – 16 февраля 2013 | 1-й полуфинал – 16 февраля 2013 | 1-й полуфинал – 16 февраля 2013 | 1-й полуфинал – 16 февраля 2013 |
| Номер                           | Артист                          | Песня                                        | Язык                            | Перевод                                                                  | Жюри                            | Телеголосование                 | Телеголосование                 | Всего                           | Место                           |
| ------------------------------- | ------------------------------- | -------------------------------------------- | ------------------------------- | ------------------------------------------------------------------------ | ------------------------------- | ------------------------------- | ------------------------------- | ------------------------------- | ------------------------------- |
| 1                               | Armastus                        | "Young Girl"                                 | Английский                      | "Молодая девушка"                                                        | 6                               | 944                             | 3                               | 9                               | 7                               |
| 2                               | Marilyn Jurman                  | "Moving to Mmm"                              | Английский                      | "Переезд в Ммм"                                                          | 3                               | 693                             | 2                               | 5                               | 9                               |
| 3                               | Winny Puhh                      | "Meiecundimees üks Korsakov läks eile Lätti" | Эстонский                       | "Человек из нашего района по фамилии Корсаков только что уехал в Латвию" | 9                               | 3067                            | 9                               | 18                              | 1                               |
| 4                               | Sarah                           | "Taevas valgeks läeb"                        | Эстонский                       | "Небо становится ярким"                                                  | 1                               | 379                             | 1                               | 2                               | 10                              |
| 5                               | Teele & Tuuli & Ula             | "Ring the Alarm"                             | Английский                      | "Бей тревогу"                                                            | 8                               | 1092                            | 5                               | 13                              | 5                               |
| 6                               | Rosanna Lints                   | "Follow Me"                                  | Английский                      | "Следуйте за мной"                                                       | 4                               | 1696                            | 6                               | 10                              | 6                               |
| 7                               | Грете Пайа                      | "Päästke noored hinged"                      | Эстонский                       | "Сохраните молодой души"                                                 | 5                               | 3322                            | 10                              | 15                              | 3                               |
| 8                               | Элина Борн                      | "Enough"                                     | Английский                      | "Хватит"                                                                 | 7                               | 2306                            | 7                               | 14                              | 4                               |
| 9                               | Kõrsikud                        | "Suuda öelda ei"                             | Эстонский                       | "Не в силах сказать нет"                                                 | 10                              | 2654                            | 8                               | 18                              | 2                               |
| 10                              | Anisa                           | "The Missing Thing"                          | Английский                      | "Пропавшая вещь"                                                         | 2                               | 1008                            | 4                               | 6                               | 8                               |

### 2-й полуфинал
2-й полуфинал состоялся 23 февраля 2013 года, провёл его Марко Рейкоп. Живая часть шоу была проведена в студии Эстонской общественной телерадиовещательной корпорацией в Таллине, где артисты ожидали результатов своих выступлений, которые были сняты ранее и экранизированы 10 февраля 2013 года. Из 10 песен в финал прошли песни, вошедшие в пятёрку сильнейших. Всего от жюри и телезрителей было получено 23,831 голосов. В жюри 2-го полуфинала входили Ленна Куурмаа, Вальнер Вальме, Март Ниинесте, Итака Мария, Ове Петерсель, Кадри Вооранд, Янек Мурд, Олав Осолин, Кристо Райсааре, Эльс Химма и Хейни Валькмаа.
| 2-й полуфинал – 23 февраля 2013 | 2-й полуфинал – 23 февраля 2013 | 2-й полуфинал – 23 февраля 2013 | 2-й полуфинал – 23 февраля 2013 | 2-й полуфинал – 23 февраля 2013 | 2-й полуфинал – 23 февраля 2013 | 2-й полуфинал – 23 февраля 2013 | 2-й полуфинал – 23 февраля 2013 | 2-й полуфинал – 23 февраля 2013 | 2-й полуфинал – 23 февраля 2013 |
| Номер                           | Артист                          | Песня                           | Язык                            | Перевод                         | Жюри                            | Телеголосование                 | Телеголосование                 | Всего                           | Место                           |
| ------------------------------- | ------------------------------- | ------------------------------- | ------------------------------- | ------------------------------- | ------------------------------- | ------------------------------- | ------------------------------- | ------------------------------- | ------------------------------- |
| 1                               | Liisi Koikson & Söörömöö        | "Üle vee"                       | Эстонский                       | "Над водой"                     | 8                               | 1731                            | 4                               | 12                              | 3                               |
| 2                               | Биргит Ыйгемеэль                | "Et uus saaks alguse"           | Эстонский                       | "Новое начало"                  | 2                               | 3682                            | 9                               | 11                              | 5                               |
| 3                               | Tenfold Rabbit                  | "Balance of Water & Stone"      | Английский                      | "Баланс воды и камня"           | 10                              | 1001                            | 1                               | 11                              | 8                               |
| 4                               | Лиис Лемсалу                    | "Uhhuu"                         | Эстонский                       | "Уххх"                          | 7                               | 1381                            | 3                               | 10                              | 9                               |
| 5                               | Marie Vaigla                    | "Maybe"                         | Английский                      | "Может быть"                    | 9                               | 1269                            | 2                               | 11                              | 7                               |
| 6                               | Расмус Ряндвее & Facelift Deer  | "Dance"                         | Английский                      | "Танцуй"                        | 5                               | 2519                            | 7                               | 12                              | 2                               |
| 7                               | Рольф Роосалу                   | "With U"                        | Английский                      | "С У"                           | 4                               | 2813                            | 8                               | 12                              | 1                               |
| 8                               | Flank                           | "Missing Light"                 | Английский                      | "Недостаточно света"            | 6                               | 1791                            | 5                               | 11                              | 6                               |
| 9                               | Neogeen                         | "Lune sournoise"                | Эстонский                       | "Подлая Луна"                   | 3                               | 2229                            | 6                               | 9                               | 10                              |
| 10                              | Põhja-Tallinn                   | "Meil on aega veel"             | Эстонский                       | "У нас еще есть время"          | 1                               | 5415                            | 10                              | 11                              | 4                               |

### Финал
Финал состоялся 2 марта 2013 года в Nokia Concert Hall в Таллине, провели его Ану Вяльба и Марко Рейкоп. В финал прошли 10 песен, по пять из обоих полуфиналов. В первом раунде голосовали жюри и телезрители (соотношение 50/50), отобрав две лучшие песни. Две из них, занявшие первые два места в первом раунде, проходят в суперфинал, где определяется победитель. Ими стали "Et uus saaks alguse" в исполнении Биргит Ыйгемеэль и "Päästke noored hinged" в исполнении Грете Пайа. Публичное голосование в первом раунде зарегистрировало 60,284 голосов. В суперфинале победила Биргит Ыйгемеэль с песней "Et uus saaks alguse". Публичное голосование в суперфинале зарегистрировало 59,347 голосов. В жюри вошли Олав Эхала, Сандра Нурмсалу, Мартен Кунингас, Тынис Каху, Тоомас Пуна, София Рубина, Ове Петерсель, Рейго Ахвен, Марью Ляник, Тоомас Ольюм и Эрик Морна.
| Финал – 2 марта 2013 | Финал – 2 марта 2013           | Финал – 2 марта 2013                         | Финал – 2 марта 2013 | Финал – 2 марта 2013                                                     | Финал – 2 марта 2013 | Финал – 2 марта 2013 | Финал – 2 марта 2013 | Финал – 2 марта 2013 | Финал – 2 марта 2013 | Финал – 2 марта 2013 |
| Номер                | Артист                         | Песня                                        | Язык                 | Перевод                                                                  | Жюри                 | Жюри                 | Телеголосование      | Телеголосование      | Всего                | Место                |
| -------------------- | ------------------------------ | -------------------------------------------- | -------------------- | ------------------------------------------------------------------------ | -------------------- | -------------------- | -------------------- | -------------------- | -------------------- | -------------------- |
| 1                    | Рольф Роосалу                  | "With U"                                     | Английский           | "С У"                                                                    | 55                   | 4                    | 3973                 | 3                    | 7                    | 9                    |
| 2                    | Liisi Koikson & Söörömöö       | "Üle vee"                                    | Эстонский            | "Над водой"                                                              | 75                   | 8                    | 2593                 | 2                    | 10                   | 5                    |
| 3                    | Расмус Ряндвее & Facelift Deer | "Dance"                                      | Английский           | "Танцуй"                                                                 | 56                   | 5                    | 4062                 | 4                    | 9                    | 7                    |
| 4                    | Элина Борн                     | "Enough"                                     | Английский           | "Хватит"                                                                 | 52                   | 3                    | 4935                 | 5                    | 8                    | 8                    |
| 5                    | Põhja-Tallinn                  | "Meil on aega veel"                          | Эстонский            | "У нас еще есть время"                                                   | 42                   | 2                    | 5957                 | 7                    | 9                    | 6                    |
| 6                    | Kõrsikud                       | "Suuda öelda ei"                             | Эстонский            | "Не в силах сказать нет"                                                 | 85                   | 10                   | 4964                 | 6                    | 16                   | 4                    |
| 7                    | Биргит Ыйгемеэль               | "Et uus saaks alguse"                        | Эстонский            | "Новое начало"                                                           | 76                   | 9                    | 9703                 | 8                    | 17                   | 1                    |
| 8                    | Teele & Tuuli & Ula            | "Ring the Alarm"                             | Английский           | "Бей тревогу"                                                            | 34                   | 1                    | 2005                 | 1                    | 2                    | 10                   |
| 9                    | Winny Puhh                     | "Meiecundimees üks Korsakov läks eile Lätti" | Эстонский            | "Человек из нашего района по фамилии Корсаков только что уехал в Латвию" | 65                   | 7                    | 9800                 | 9                    | 16                   | 3                    |
| 10                   | Грете Пайа                     | "Päästke noored hinged"                      | Эстонский            | "Сохраните молодой души"                                                 | 65                   | 6                    | 12292                | 10                   | 16                   | 2                    |

| Подробное голосование жюри | Подробное голосование жюри                   | Подробное голосование жюри | Подробное голосование жюри | Подробное голосование жюри | Подробное голосование жюри | Подробное голосование жюри | Подробное голосование жюри | Подробное голосование жюри | Подробное голосование жюри | Подробное голосование жюри | Подробное голосование жюри | Подробное голосование жюри | Подробное голосование жюри |
| Номер                      | Песня                                        | О. Эхайя                   | С. Нурмаслу                | М. Кунингас                | Т. Каху                    | Т. Пуна                    | С. Рубина                  | О. Петерсель               | Р. Ахвен                   | М. Ляник                   | Т. Ольюм                   | Э. Морна                   | Всего                      |
| -------------------------- | -------------------------------------------- | -------------------------- | -------------------------- | -------------------------- | -------------------------- | -------------------------- | -------------------------- | -------------------------- | -------------------------- | -------------------------- | -------------------------- | -------------------------- | -------------------------- |
| 1                          | "With U"                                     | 7                          | 5                          | 8                          | 7                          | 1                          | 5                          | 9                          | 1                          | 4                          | 1                          | 7                          | 55                         |
| 2                          | "Üle vee"                                    | 9                          | 6                          | 5                          | 6                          | 2                          | 10                         | 10                         | 10                         | 8                          | 6                          | 3                          | 75                         |
| 3                          | "Dance"                                      | 3                          | 1                          | 1                          | 9                          | 5                          | 4                          | 7                          | 6                          | 5                          | 9                          | 6                          | 56                         |
| 4                          | "Enough"                                     | 4                          | 4                          | 3                          | 4                          | 7                          | 3                          | 6                          | 4                          | 7                          | 8                          | 2                          | 52                         |
| 5                          | "Meil on aega veel"                          | 6                          | 7                          | 7                          | 1                          | 4                          | 1                          | 1                          | 5                          | 2                          | 4                          | 4                          | 42                         |
| 6                          | "Suuda öelda ei"                             | 8                          | 9                          | 9                          | 3                          | 9                          | 8                          | 2                          | 8                          | 10                         | 10                         | 9                          | 85                         |
| 7                          | "Et uus saaks alguse"                        | 10                         | 10                         | 6                          | 5                          | 6                          | 9                          | 4                          | 7                          | 9                          | 5                          | 5                          | 76                         |
| 8                          | "Ring the Alarm"                             | 2                          | 3                          | 4                          | 2                          | 3                          | 7                          | 5                          | 2                          | 3                          | 2                          | 1                          | 34                         |
| 9                          | "Meiecundimees üks Korsakov läks eile Lätti" | 1                          | 2                          | 10                         | 8                          | 8                          | 6                          | 3                          | 9                          | 1                          | 7                          | 10                         | 65                         |
| 10                         | "Päästke noored hinged"                      | 5                          | 8                          | 2                          | 10                         | 10                         | 2                          | 8                          | 3                          | 6                          | 3                          | 8                          | 65                         |

| Суперфинал – 2 марта 2013 | Суперфинал – 2 марта 2013 | Суперфинал – 2 марта 2013 | Суперфинал – 2 марта 2013 | Суперфинал – 2 марта 2013 | Суперфинал – 2 марта 2013 | Суперфинал – 2 марта 2013 |
| Номер                     | Артист                    | Песня                     | Язык                      | Перевод                   | Телеголосование           | Место                     |
| ------------------------- | ------------------------- | ------------------------- | ------------------------- | ------------------------- | ------------------------- | ------------------------- |
| 1                         | Биргит Ыйгемеэль          | "Et uus saaks alguse"     | Эстонский                 | "Новое начало"            | 30333 (51%)               | 1                         |
| 2                         | Грете Пайа                | "Päästke noored hinged"   | Эстонский                 | "Сохраните молодой души"  | 29014 (49%)               | 2                         |

## Евровидение 2013
Эстония выступила во 2-м полуфинале, 14 мая 2013 года, под 2-м номером. Эстония заняла 10-е место, получив 52 балла и прошла в финал. В финале, 18 мая 2012 года, она выступила под 7-м номером, заняла 20-е место, получив 19 баллов.

### Баллы, данные Эстонией
| 12 баллов                              | 10 баллов                             | 8 баллов   | 7 баллов | 6 баллов                    |
| -------------------------------------- | ------------------------------------- | ---------- | -------- | --------------------------- |
|                                        |                                       | - Ирландия |          | - Швеция                    |
| 5 баллов                               | 4 балла                               | 3 балла    | 2 балла  | 1 балл                      |
| - Беларусь - Италия - Молдова - Россия | - Литва - Нидерланды - Великобритания | - Австрия  |          | - Бельгия - Дания - Украина |

| 12 баллов | 10 баллов | 8 баллов | 7 баллов | 6 баллов    |
| --------- | --------- | -------- | -------- | ----------- |
|           | - Латвия  |          |          | - Финляндия |
| 5 баллов  | 4 балла   | 3 балла  | 2 балла  | 1 балл      |
|           |           | - Литва  |          |             |

### Результаты голосования за Эстонию
| 12 баллов | Дания      |
| 10 баллов | Россия     |
| 8 баллов  | Бельгия    |
| 7 баллов  | Нидерланды |
| 6 баллов  | Украина    |
| 5 баллов  | Ирландия   |
| 4 балла   | Литва      |
| 3 балла   | Молдова    |
| 2 балла   | Кипр       |
| 1 балл    | Австрия    |

| 12 баллов | Россия     |
| 10 баллов | Украина    |
| 8 баллов  | Дания      |
| 7 баллов  | Нидерланды |
| 6 баллов  | Исландия   |
| 5 баллов  | Мальта     |
| 4 балла   | Венгрия    |
| 3 балла   | Норвегия   |
| 2 балла   | Бельгия    |
| 1 балла   | Швеция     |